# Relaciones Corea del Sur-Perú
Las Relaciones Corea del Sur-Perú (en coreano: 한페루 관계) se refieren a las relaciones entre la República de Corea y la República del Perú.
Ambos son miembros de la APEC.
Los surcoreanos representa el 2,7% inmigrantes en el Perú entre 1994 y el 2012. Los peruanos están exonerados de la visa para viajar a Corea del Sur.
El 1 de abril de 1963 se oficializó el establecimiento de relaciones diplomáticas entre el Perú y la República de Corea.
En el 2015, la presidenta de Corea del Sur, Park Geun-hye, realizó una visita oficial al Perú.

## Comercio
Corea del Sur y Perú tiene un acuerdo comercial mediante el Tratado de Libre Comercio entre Corea del Sur y Perú. El acuerdo entró en vigor el 1 de marzo de 2013.

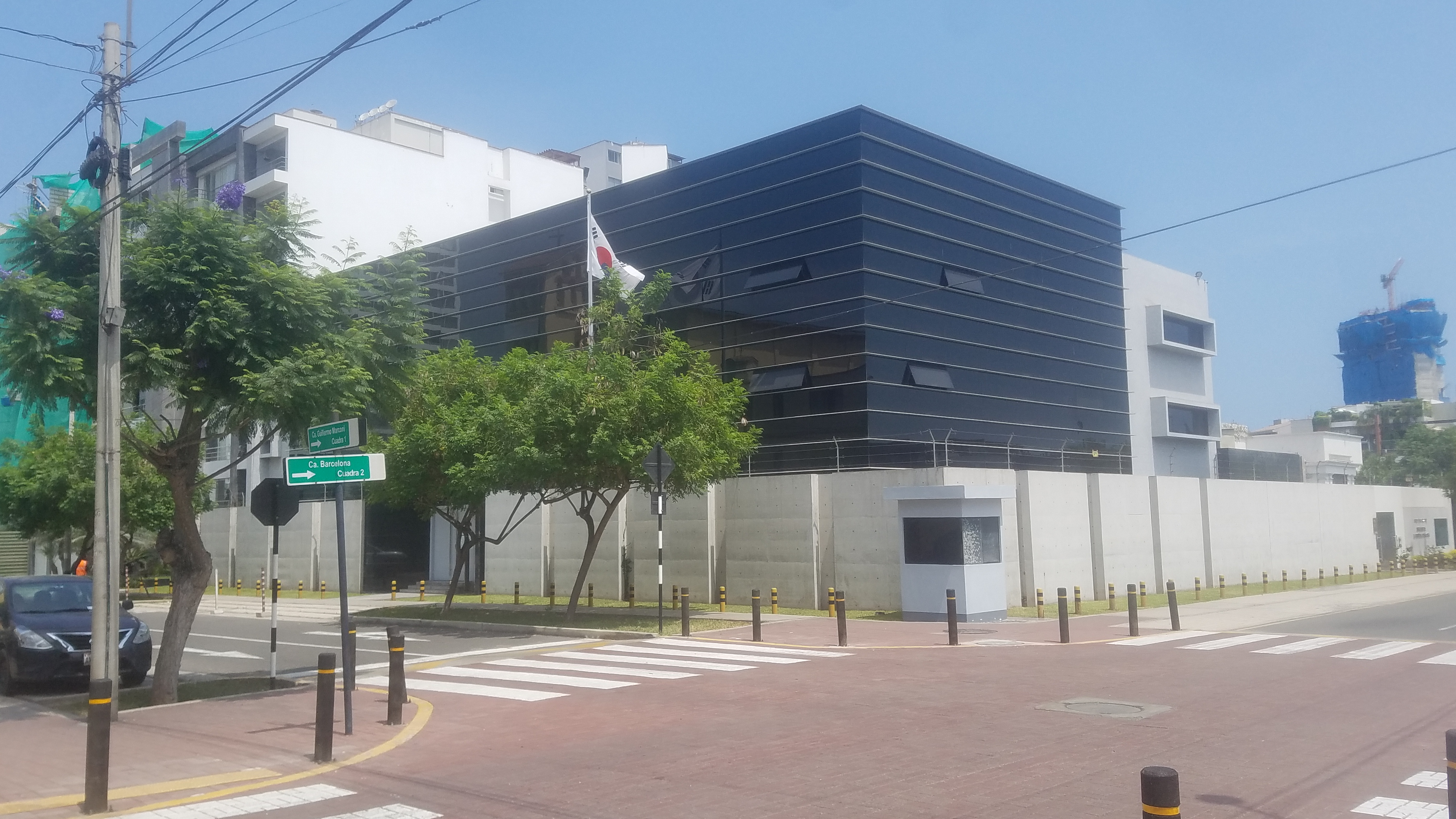
Embajada de Corea del Sur en Lima

## Visitas de alto nivel
Visitas de alto nivel de Corea del Sur al Perú
- Presidente Yoon Suk-yeol (2024)[6]

## Misiones diplomáticas
- Corea del Sur tiene una embajada en Lima.
- Perú tiene una embajada en Seúl.